# Christus Koningkerk (Vorden)
De Christus Koningkerk is een rooms-katholieke kerk in de Nederlandse plaats Vorden. De kerk is gebouwd in de jaren 1963 en 1964 naar ontwerp van architect H.H.J. Starmans. De kerk kreeg als patroonheilige Christus Koning, oftewel Jezus, aangewezen. De kerk heeft een strakke, rechthoekige architectuur met een losstaande kerktoren. Beide zijn uit baksteen opgetrokken.